# Humor gráfico
Humor gráfico é um neologismo usado para designar uma gama diversificada de obras gráficas feitas para a imprensa, tais como o cartoon, a charge, a caricatura e a tira de jornal. Muitos dos trabalhos são sátira da situação política e social.